# لوتينبورغ
لوتينبورغ (بالألمانية: Lütjenburg) هي بلدة ألمانية تقع في ألمانيا في شليسفيغ هولشتاين.[بحاجة لمصدر]  يقدر عدد سكانها بـ 5,648 نسمة .